# ناتاليا غيريرو
ناتاليا غيريرو (بالإسبانية: Natalia Guerrero)‏ هي ممثلة مكسيكية، ولدت في 9 سبتمبر 1987 في إيرابواتو في المكسيك.

## وصلات خارجية
- ناتاليا غيريرو على موقع IMDb (الإنجليزية)
- ناتاليا غيريرو على موقع قاعدة بيانات الفيلم (الإنجليزية)
- ناتاليا غيريرو على موقع كينوبويسك (الروسية)